# XRCO Award

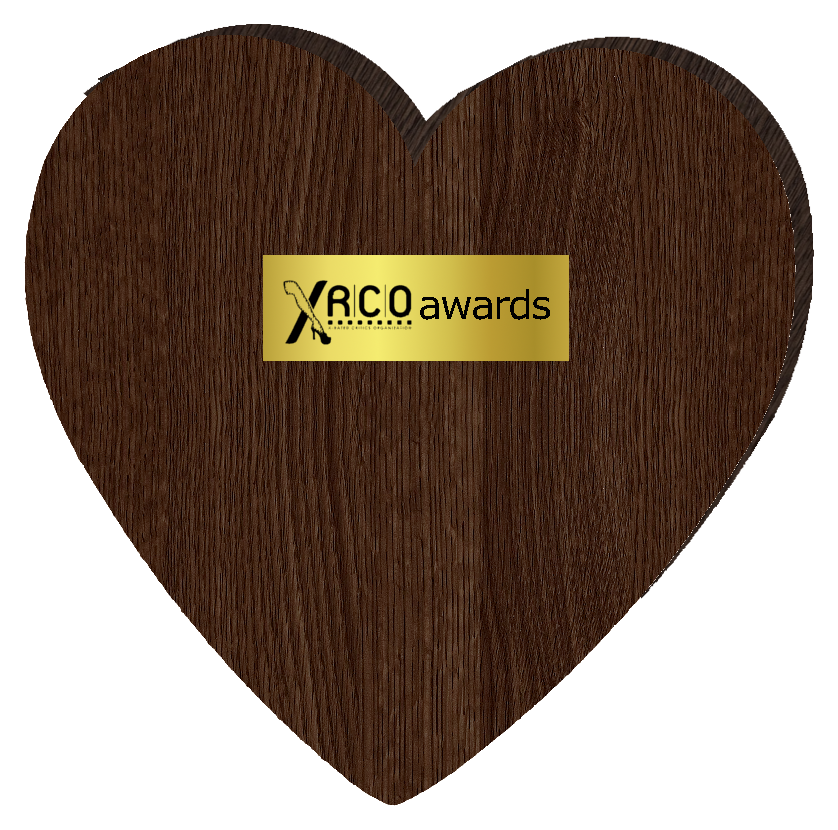
Первый вариант награды, сделанный из дерева и имеющий форму сердца, использовался до 2014 года

XRCO Award — ежегодная американская кинонаграда, вручаемая за достижения в создании порнофильмов. Первое вручение состоялось 14 февраля 1985 года. Основатель — Джим Холлидей.
Существует также зал славы «XRCO Hall of Fame».

## Номинации
- Best 3D Release (Лучший 3D релиз)
- Best Actor (Single Performance) (Лучший актёр — сольное исполнение)
- Best Actress (Single Performance) (Лучшая актриса — сольное исполнение)
- Best Amateur or Pro-Am Series
- Best Anal Or D.P. Sex Scene
- Best Screenplay (Лучший сценарий)
- Best Supporting Actor (Лучший актёр второго плана)
- Best Supporting Actress (Лучшая актриса второго плана)
- Best Comedy or Parody (Лучшая комедия или пародия)
  - Comedy
  - Drama
  - Comic
- Deep Throat Award
- Best Cumback
- Best Director (Лучший режиссёр)
  - Features
  - Non-Features
  - Parody
  - Web
- Best DVD Extras
- Best Ethnic Series
- Female Performer of the Year (Лучшая исполнительница года)
- Best Girl-Girl Sex Scene (Лучшая лесбийская сцена)
- Best Girl-Girl Release or Series (Лучший лесбийский фильм или сериал)
- Best Gonzo Release (Лучший гонзо фильм)
- Best Gonzo Series (Лучший гонзо сериал)
- Best Group Sex Scene (Лучшая групповая сцена)
- Kinky Scene
- Mainstream Adult Media Favorite
- Male Performer of the Year (Лучший исполнитель года)
- Best On-Screen Chemistry
- Best Male-Female (Couples) Sex Scene
- MILF Of The Year
- Best Mini-Feature Series
- Most Outrageous DVD Extras
- New Starlet (Новая старлетка)
- New Stud
- Oral Scene (Лучшая оральная сцена)
- Orgasmic Analist
- Orgasmic Oralist
- Best POV Release or Series
- Best Release (Лучший релиз)
  - Best Epic
  - DVD of the Year
  - Best Feature Film of the Year
  - Best Video Feature of the Year
- Best Series (Лучший сериал)
- Superslut
- (Teen) Cream Dream
- Best Threeway Sex Scene
- Unsung Siren
- Unsung Swordsman
- Best Vignette Series
- Woodsman Of The Year
- Worst Movie (Худший фильм)
- Best Adult Web Site (Лучший порносайт)
- Best Anal Series (Лучший анальный сериал)
- Star Showcase (Звёздная витрина)
- Best Ongoing Blended Series (Лучший продолжающийся смешанный сериал)
- Personal Favorite (Любимица года)

## Список лауреатов премии

### Лучший 3D релиз
- 2012: This Ain’t Ghostbusters XXX (Hustler Video)[5]
- 2013: This Ain’t Jaws XXX 3D (Hustler/Adam & Eve)[6]

### Лучший актёр — сольное исполнение
- 1984: Эрик Эдвардс (Great Sexpectations)[7]
- 1985: Джерри Батлер (Snake Eyes)[8]
- 1988: Джеми Гиллис (Deep Throat II)[9]
- 1993: Джон До (New Wave Hookers 3)[10]
- 1994: Стивен Сент-Круа (Dog Walker)[10]
- 1995: Джон До (Latex)[10]
- 1996: Том Байрон (Flesh)[10]
- 1997: Том Байрон (Indigo Delta)[11]
- 1999: Джеймс Бонн (Masseuse 3)[12]
- 2000: Рэнди Спирс (Double Feature)[13]
- 2001: Joel Lawrence (Raw)[14]
- 2002: Эван Стоун (Cap'n Mongo's Porno Playhouse)[15]
- 2003: Рокко Сиффреди (The Fashionistas)[16]
- 2004: Рэнди Спирс (Space Nuts — Wicked Pictures)[17]
- 2005: Рэнди Спирс (Misty Beethoven The Musical — VCA Pictures)[18]
- 2006: Рэнди Спирс (Eternity — Wicked Pictures)[19]
- 2007: Рэнди Спирс (Curse Eternal — Wicked Pictures)[20]
- 2008: Рэнди Спирс (Black Widow — Wicked Pictures)[21]
- 2009: Эван Стоун (Pirates II: Stagnetti's Revenge — Digital Playground)[22]
- 2010: Эрик Суисс (Not Married with Children XXX — X-Play/LFP Video)[23]
- 2011: Эван Стоун[24]
- 2012: Anthony Rosano[5]
- 2013: Стивен Сент-Круа (Torn — New Sensations Couples)[6]
- 2014: Ричи Кэлхун (The Submission of Emma Marx — New Sensations)[25]
- 2015: Стивен Сент-Круа (Wetwork — Vivid)[26]
- 2016: Деррик Пирс (Magic Mike XXXL: A Hardcore Parody — Wicked Pictures)[27]
- 2017: Томми Пистол (Suicide Squad XXX: An Axel Braun Parody — Wicked Comix)[28]
- 2018: Томми Пистол (Ingenue — Wicked Pictures)[29]
- 2019: Томми Пистол (Anne: A Taboo Parody — Pure Taboo/Pulse)[30]
- 2020: Сет Гэмбл (Perspective — Adult Time/Pulse)[31]
- 2021: Сет Гэмбл (A Killer On The Loose — MissaX)[32]
- 2022: (равный счёт) Данте Колле и Томми Пистол (Casey: A True Story — Adult Time/Pulse)[33]
- 2023: Сет Гэмбл (Going Up — Lust Cinema)[34]
- 2024: Томми Пистол (Feed Me — Adult Time/Pulse)[35]
- 2025: Чед Альва (Alive — Dorcel/Pulse)[36]

### Лучшая актриса — сольное исполнение
- 1985: Рэйчел Эшли (Every Woman Has a Fantasy)[37]
- 1986: Глория Леонард (Taboo American Style (The Miniseries))[38]
- 1987: Коллин Бреннан (Getting Personal )[39]
- 1988: Криста Лэйн (Deep Throat II)[9]
- 1989: Ариэль Найт (Romeo And Juliet II)[40]
- 1990: Шарон Кейн (Bodies In Heat 2)[41]
- 1991: Джинна Файн (Steal Breeze)[42]
- 1992: Джинна Файн (Brandy And Alexander)[43]
- 1993: Эшлин Гир (Chameleons Not The Sequel)[44]
- 1994: Лина (Blinded by Love)[10]
- 1995: Тиффани Миллион (Sex)[10]
- 1996: Джинна Файн (Skin Hunger)[10]
- 1997: Джинна Файн (My Surrender)[10]
- 1998: Дианна Лаурен (Bad Wives)[11]
- 1999: Джинна Файн (Café Flesh 2)[12]
- 2000: Инари Вэш (The Awakening)[13]
- 2001: Тейлор Хейз (Jekyll & Hyde)[14]
- 2002: Тейлор Хейз (Fade to Black)[15]
- 2003: Белладонна (The Fashionistas)[16]
- 2004: Эшли Лонг (Compulsion – Elegant Angel)[17]
- 2005: Джессика Дрейк (Fluff And Fold – Wicked Pictures)[18]
- 2006: Саванна Сэмсон (The New Devil in Miss Jones – Vivid)[19]
- 2007: Хиллари Скотт (Corruption – Sex Z Pictures)[20]
- 2008: Ева Анджелина (Upload – Sex Z Pictures)[21]
- 2009: Джессика Дрейк (Fallen – Wicked Pictures)[22]
- 2010: Кимберли Кейн (The Sex Files: A Dark XXX Parody – Revolution X/Digital Sin)[23]
- 2011: Кимберли Кейн[24]
- 2012: Джесси Эндрюс[5]
- 2013: Лили Картер (Wasteland – Elegant Angel Productions)[6]
- 2014: Реми Лакруа (The Temptation of Eve – New Sensations Erotic Stories)[25]
- 2015: Пенни Пакс (Wetwork – Vivid)[26]
- 2016: Пенни Пакс (The Submission of Emma Marx: Boundaries – New Sensations Erotic Stories)[27]
- 2017: Клейо Валентьен (Suicide Squad XXX: An Axel Braun Parody – Wicked Comix)[28]
- 2018: Джилл Кэссиди (Half His Age: A Teenage Tragedy - Pure Taboo/Pulse)[29]
- 2019: Эви Лав (The Possession of Mrs. Hyde)[30]
- 2020: Анджела Уайт (Perspective — Adult Time/Pulse)[31]
- 2021: Мейтленд Уорд (Muse — Deeper)[32]
- 2022: Мейтленд Уорд (Muse Season 2 — Deeper/Pulse)[33]
- 2023: Мейтленд Уорд (Drift — Deeper)[34]
- 2024: Кира Нуар (Machine Gunner — Digital Playground)[35]
- 2025: Кейси Калверт (Birth — Adult Time/Pulse)[36]

### Best Amateur or Pro-Am Series
- 1993: Randy West's Up and Cummers[10]
- 1994: Anal Adventures of Макс Хардкор[10]
- 1995: Max[10]
- 1996: Cumback Pussy[10]
- 1997: Filthy First-Timers[11]
- 1999: Real Sex Magazine[12]
- 2000: Real Sex Magazine[13]
- 2001: Up and Cummers[14]
- 2002: Up and Cummers[15]
- 2003: Shane's World[16]
- 2004: Breakin' 'Em In (Red Light District)[17]
- 2005: Breakin' 'Em In (Red Light District)[18]
- 2006: New Whores 2 (Mayhem)[19]

### Лучшая анальная сцена или сцена двойного проникновения
- 1993: (Arabian Nights)[10]
  - Julian St. Jox
  - Порше Линн
  - Шон Майклс
- 1994: (Butt Banged Bicycle Babes)[10]
  - Ким Чемберс
  - Марк Дэвис
  - Ивонн
  - Джон Стальяно
- 1995: (Bottom Dweller 33 1/3)[10]
  - Карина Коллинз
  - Джейк Стид
- 1996: (Car Wash Angels)[10]
  - Карина Коллинз
  - T. T. Boy
  - Том Байрон
- 1997: (Behind the Sphinc Door)[11]
  - Алиша Класс
  - Том Байрон
- 1999: (Tushy Heaven)[12]
  - Алиша Класс
  - Саманта Стилл
  - Шон Майклз
- 2000: (When Rocco Meats Kelly 2)[13]
  - Альба дель Монте
  - Келли
  - Начо Видаль
  - Рокко Сиффреди

### Лучший актёр второго плана
- 1984: Джои Силвера (Public Affairs)[45]
- 1985: Джои Силвера (She's So Fine)

### Лучшая актриса второго плана
- 1984: Шарон Кейн (Throat: 12 Years After)[46]
- 1985: Кимберли Карсон (Girls On Fire)

### Лучшая комедия или пародия
- 2004: Space Nuts (Wicked Pictures)[17]
- 2005: Misty Beethoven The Musical (VCA Pictures)[18]
- 2006: Camp Cuddly Pines Powertool Massacre (Wicked Pictures)[19]
- 2007: Britney Rears 3 (X-Play/Hustler Video)[20]
- 2008: Not the Bradys XXX (X-Play/Hustler)[21]
- 2009: Ashlynn Goes to College 2 (New Sensations) – non-parody[22]
- 2009: Not Bewitched XXX (X-Play) – parody[22]
- 2010: Not Married with Children XXX (X-Play/LFP Video)[23]

#### Комедия
- 2011: The Big Lebowski: A XXX Parody (New Sensations)[24]
- 2012: The Rocki Whore Picture Show: A Hardcore Parody (Wicked Pictures)[5]
- 2013: Star Wars XXX: A Porn Parody (Axel Braun/Vivid)[6]
- 2013: Superman vs. Spider-Man XXX: An Axel Braun Parody (VividXXXSuperheroes) – comic book[6]
- 2014: Grease XXX: A Parody (Adam & Eve Pictures)[25]
- 2015: Not Jersey Boys XXX: A Porn Musical (X-Play/Pulse)[26]
- 2016: Peter Pan XXX: An Axel Braun Parody (Wicked Fairy Tales)[27]
- 2017: Cindy Queen of Hell (Burning Angel/Exile)[28]
- 2020: Love Emergency (Adam & Eve Pictures)[31]
- 2021: Evil Tiki Babes (Burning Angel)[32]
- 2022: Love, Sex, & Lawyers (Adam & Eve Pictures)[33]
- 2023: Love, Sex & Fashion (Adam & Eve Pictures)[34]
- 2024: Love, Sex & Robots (Adam & Eve Pictures)[35]
- 2025: Sunny Goldmelons (Wicked/Pulse)[36]

#### Драма
- 2011: The Sex Files 2: A Dark XXX Parody (Revolution X/Digital Sin)[24]
- 2012: Taxi Driver: A XXX Parody (Pleasure Dynasty/Exile)[5]
- 2013: (tie) Dallas XXX: A Parody (Adam & Eve Pictures) and Diary of Love (Smash Pictures)[6]
- 2014: OMG... It's the Leaving Las Vegas XXX Parody (Septo/Paradox/Exquisite)[25]
- 2015: Cinderella XXX: An Axel Braun Parody (Wicked Fairy Tales)[26]
- 2016: Magic Mike XXXL: A Hardcore Parody (Wicked Pictures)[27]
- 2017: Suicide Squad XXX: An Axel Braun Parody (Wicked Comix)[28]

#### Comic
- 2012: Spider-Man XXX: A Porn Parody (Vivid Entertainment Group)[5]
- 2016: Batman v. Superman XXX: An Axel Braun Parody (Wicked Pictures)[27]

### Deep Throat Award
- 2009: Анджелина Валентайн[22]

### Лучшее возвращение

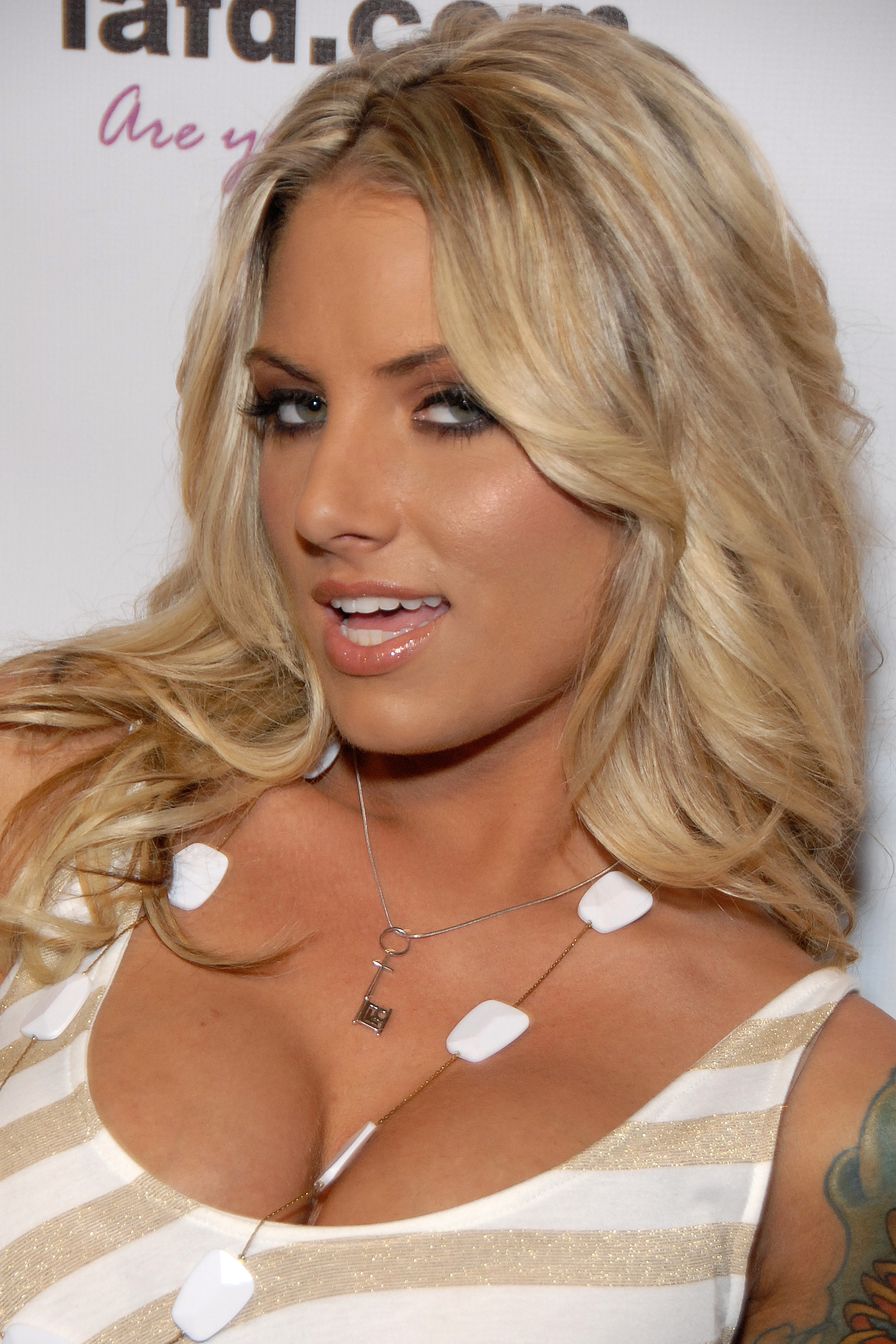
Тиган Пресли на 2009 XRCO Award Show

- 2007: Лиза Энн[20]
- 2008: Кейлени Леи[21]
- 2009: Тиган Пресли[22]
- 2010: Ева Анджелина[23]
- 2011: Дэйл Дабоун[24]
- 2012: Принц Иешуа[5]
- 2013: Стивен Сент-Круа[6]
- 2014: Санни Лэйн[25]
- 2015: Райдер Скай[26]
- 2016: Райан Коннер[27]
- 2017: Бриана Бэнкс[28]
- 2018: Тори Блэк[29]

### Лучший режиссёр

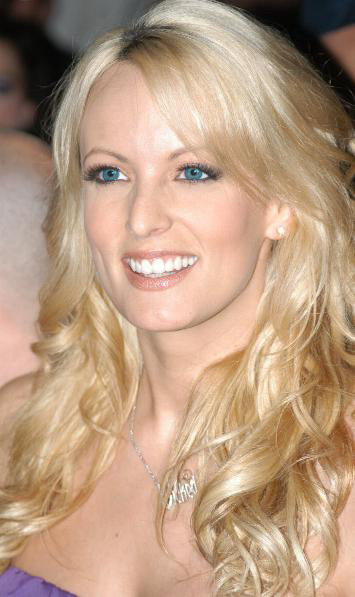
Сторми Дэниэлс на 2007 XRCO Award Show

- 1987: Джон Лесли[47]
- 1993: Пол Томас[10]
- 1994: Джон Лесли[10]
- 1995: Майкл Нинн[10]
- 1996: Грегори Дарк[10]
- 1997: Джон Лесли[10]
- 1999: Джон Лесли[12]
- 2000: Пол Томас[13]
- 2001: Майкл Рэйвен[14]
- 2002: Джулс Джордан[15]
- 2003: Джон Стальяно[16]
- 2004: Джулс Джордан[17]
- 2005: Джулс Джордан[18]
- 2006: Joone[19]

#### Полнометражный фильм
- 2007: Брэд Армстронг[20]
- 2008: (равный счёт) Брэд Армстронг и Сторми Дэниэлс[21]
- 2009: Брэд Армстронг[22]
- 2010: Уилл Райдер[23]
- 2011: Брэд Армстронг[24]
- 2012: Грэхэм Трэвис[5]
- 2013: Грэхэм Трэвис[6]
- 2014: Джеки Сент-Джеймс[25]
- 2015: Джеки Сент-Джеймс[26]
- 2016: Джеки Сент-Джеймс[27]
- 2017: Брэд Армстронг[28]
- 2018: Бри Миллс[29]
- 2019: Кайден Кросс[30]
- 2020: Кайден Кросс[31]
- 2021: Кайден Кросс[32]
- 2022: Кайден Кросс[33]
- 2023: Рики Гринвуд[34]
- 2024: Рики Гринвуд[35]
- 2025: Рики Гринвуд[36]

#### Короткометражный фильм
- 2007: Джулс Джордан[20]
- 2008: Джулс Джордан[21]
- 2009: Джулс Джордан[22]
- 2010: William H.[23]
- 2011: William H.[24]
- 2012: William H.[5]
- 2013: William H.[6]
- 2014: Мэйсон[25]
- 2015: Мэйсон[26]
- 2016: Грег Лански[27]
- 2017: Грег Лански[28]
- 2018: Грег Лански[29]
- 2019: Джонни Даркко[30]
- 2020: Джулс Джордан[31]
- 2021: Кайден Кросс[32]
- 2022: Майк Квазар[33]
- 2023: Джулс Джордан[34]
- 2024: Джонни Даркко[35]
- 2025: Джонни Даркко[36]

#### Пародия
- 2011: Аксель Браун[24]
- 2012: Аксель Браун[5]
- 2013: Аксель Браун[6]
- 2014: Уилл Райдер[25]
- 2015: Аксель Браун[26]
- 2016: Аксель Браун[27]
- 2017: Аксель Браун[28]
- 2018: Аксель Браун[29]
- 2019: Аксель Браун[30]
- 2020: Джоанна Энджел[31]
- 2021: Кейси Калверт и Эли Кросс[32]
- 2022: Аксель Браун[33]
- 2023: Аксель Браун[34]

#### Веб
- 2014: Грег Лански[25]
- 2015: Грег Лански[26]
- 2016: Stills By Alan[27]
- 2017: Stills by Alan[28]
- 2018: (равный счёт) Maestro Claudio и Ivan[29]
- 2019: Ivan[30]
- 2020: Кайден Кросс[31]
- 2021: Кайден Кросс[32]
- 2022: Лоран Скай[33]
- 2023: Кайден Кросс[34]
- 2024: Дерек Дозер[35]
- 2025: Ivan[36]

### Лучший DVD
- 2006: Camp Cuddly Pines Powertool Massacre[19]

### Лучший этнический или межрасовый сериал
- 2010: Big Black Wet Asses (Elegant Angel)[23]
- 2011: Asian Fucking Nation (Darkko Productions/Evil Angel)[24]
- 2012: Lex the Impaler (Jules Jordan Video)[5]
- 2013: Mandingo Massacre (Jules Jordan Video)[6]
- 2014: Asian Fuck Faces (Jonni Darkko/Evil Angel)[25]
- 2015: My First Interracial (Blacked/Джулс Джордан)[26]
- 2016: My First Interracial (Blacked/Джулс Джордан)[27]
- 2017: Black & White (Blacked/Джулс Джордан)[28]
- 2018: Interracial Icon (Blacked/Джулс Джордан)[29]
- 2019: Blacked Raw (Blacked Raw)[30]
- 2021: (равный счёт) Black Owned (Jules Jordan Video) и Invasian (Jules Jordan Video)[32]
- 2022: Black Beauties (All Black X/O.L. Entertainment)[33]
- 2023: Asian Schoolgirls (New Sensations)[34]
- 2024: Blacked Raw (Blacked Raw/Pulse)[35]
- 2025: Stars (Blacked/Pulse)[36]

### Лучший продолжающийся смешанный сериал
- 2020: Blacked Raw (Blacked Raw/Pulse)[31]
- 2021: Blacked Raw (Blacked Raw/Pulse)[32]
- 2022: (равный счёт) Dredd (Jules Jordan Video) и Blacked Raw (Blacked Raw/Pulse)[33]
- 2023: Black & White (Blacked/Pulse)[34]

### Лучшая исполнительница года
- 1984: Джинджер Линн[48]
- 1985: Джинджер Линн[49]
- 1990: Тори Уэллс[50]
- 1994: Деби Даймонд[10]
- 1995: Лина[10]
- 1996: Джули Эштон[10]
- 1997: Мисси[10]
- 1998: Джилл Келли[10]
- 1999: Стейси Валентайн[12]
- 2000: Инари Вэш[13]
- 2001: Джуэл Де’Найл[14]
- 2002: Джуэл Де’Найл[15]
- 2003: Белладонна[16]
- 2004: Эшли Блу[17]
- 2005: Лорен Феникс[18]
- 2006: Никки Хантер[19]
- 2007: Хиллари Скотт[20]
- 2008: Саша Грей[21]
- 2009: Дженна Хейз[22]
- 2010: Тори Блэк[23]
- 2011: Тори Блэк[24]
- 2012: Аса Акира[5]
- 2013: Аса Акира[6]
- 2014: Реми Лакруа[25]
- 2015: Анника Элбрайт[26]
- 2016: Адриана Чечик[27]
- 2017: Адриана Чечик[28]
- 2018: Анджела Уайт[29]
- 2019: Анджела Уайт[30]
- 2020: Анджела Уайт[31]
- 2021: Эмили Уиллис[32]
- 2022: (равный счёт) Джианна Диор и Эмили Уиллис[33]
- 2023: Джейн Уайлд[34]
- 2024: Ванна Бардо[35]
- 2025: Шанель Камрин[36]

### Лучшая лесбийская сцена
- 1984 (Body Girls)
  - Эрика Бойер
  - Робин Эверетт
- 1985: (Pleasure Island)
  - 5 Woman orgy
- 1993: (Hidden Obsessions)[10]
  - Джанин
  - Джулия Энн
- 1994: (The Dinner Party)[10]
  - Селесте
  - Деби Даймонд
  - Мисти Рэйн
- 1995: (Takin' It To The Limit 6)[10]
  - Карина Коллинз
  - Фелесиа
  - Джилл Келли
  - Мисти Рэйн
  - Трейси Аллен
- 1996: (Beyond Reality 1)[10]
  - Карина Коллинз
  - Фелесиа
- 1997: (Miscreants)[11]
  - Джинна Файн
  - Стефани Свифт
  - Тиффани Майнкс
- 1999: (Tampa Tushy Fest 1)[12]
  - Алиша Класс
  - Хлоя
- 2000: (Torn)[13]
  - Хлоя
  - Джинджер Линн
- 2001: (Les Vampyres)[14]
  - Ава Винсент
  - Сайрен
- 2002: (No Man's Land 33)[15]
  - Инари Вэш
  - Джуэл Де’Найл
- 2003: (The Fashionistas)[16]
  - Белладонна
  - Тейлор Сент-Клэр
- 2004: (My Plaything — Jenna Jameson 2 — Digital Sin)[17]
  - Кармен Лувана
  - Дженна Джеймсон
- 2005: (The Violation of Audrey Hollander — JM Productions)[18]
  - Эшли Блу
  - Одри Холландер
  - Броди
  - Джиа Палома
  - Келли Кляйн
  - Тайла Винн

Примечание: в 2005 году была учреждена номинация "Best Girl-Girl Release". С тех пор в номинации "Best Girl-Girl Scene" премия не вручается.

### Лучший лесбийский фильм или сериал
- 2006: Belladonna's Fucking Girls (Belladonna/Evil Angel)[19]
- 2007: Belladonna: No Warning 2 (Belladonna Productions/Evil Empire)[20]
- 2008: Belladonna's Fucking Girls 4 (Belladonna/Evil Angel)[21]
- 2009: Belladonna’s Girl Train (Belladonna Entertainment)[22]
- 2010: Women Seeking Women (Girlfriends Films)[23]
- 2011: Women Seeking Women (Girlfriends Films)[24]
- 2012: Women Seeking Women (Girlfriends Films)[5]
- 2013: Women Seeking Women (Girlfriends Films)[6]
- 2014: Women Seeking Women (Girlfriends Films)[25]
- 2015: Women Seeking Women (Girlfriends Films)[26]
- 2016: Women Seeking Women (Girlfriends Films)[27]
- 2017: Angela Loves Women (AGW/Girlfriends Films)[28]
- 2018: Women Seeking Women (Girlfriends Films)[29]
- 2019: Angela Loves Women (AGW/Girlfriends Films)[30]
- 2020: Angela Loves Women (AGW/Girlfriends Films)[31]
- 2021: Women Seeking Women (Girlfriends Films)[32]
- 2022: Girls Lovin’ Girls (New Sensations)[33]
- 2023: Play (Slayed/Pulse)[34]
- 2024: Touch (Slayed/Pulse)[35]
- 2025: Play (Slayed/Pulse)[36]

### Лучший гонзо-фильм
- 2006: Slut Puppies (Jules Jordan/Evil Angel)[19]
- 2007: Jenna Haze Darkside (Jules Jordan Video)[20]
- 2008: Flesh Hunter 10 (Jules Jordan Video)[21]
- 2009: Alexis Texas Is Buttwoman (Elegant Angel)[22]
- 2010: Big Wet Asses 15 (Elegant Angel)[23]
- 2011: Tori Black Is Pretty Filthy 2 (Elegant Angel)[24]
- 2012: Asa Akira Is Insatiable 2 (Elegant Angel)[5]
- 2013: Asa Akira Is Insatiable 3 (Elegant Angel Productions)[6]
- 2014: Remy LaCroix's Anal Cabo Weekend (LeWood/Buttman/Evil Angel)[25]
- 2015: V for Vicki (Jonni Darkko/Evil Angel)[26]
- 2016: Angela 2 (AGW Entertainment/Girlfriends Films) и Anikka's Anal Sluts (BAM Visions/Evil Angel)[27]
- 2017: Natural Beauties (Vixen/Jules Jordan)[28]
- 2018: Angela 3 (AGW Entertainment/Girlfriends Films)[29]
- 2019: Angela Loves Anal 2 (AGW/Girlfriends Films)[30]
- 2020: Angela White: Darkside (Jules Jordan Video)[31]
- 2021: Anal Beauty 14 (Tushy)[32]
- 2022: Angela Loves Threesomes (AGW/Girlfriends)[33]
- 2023: Blacked Raw V56 (Blacked Raw/Pulse)[34]
- 2024: Performers of the Year 2023 (Elegant Angel)[35]
- 2025: DP Masters 9 (Jules Jordan Video)[36]

### Лучший гонзо-сериал
- 1997: Shane's World[10]
- 1999: Whack Attack[12]
- 2000: Please[13]
- 2001: Please![14]
- 2002: Service Animals[15]
- 2003: Flesh Hunter[16]
- 2004: Flesh Hunter[17]
- 2005: Service Animals (Джои Силвера/Evil Angel)[18]
- 2006: Service Animals (Джои Силвера/Evil Angel)[19]
- 2007: Joey Silvera's Service Animals (All Blew Shirts/Evil Empire)[20]
- 2008: Ass Worship (Jules Jordan Video)[21]
- 2009: Big Wet Asses (Elegant Angel)[22]
- 2010: Seasoned Players (Tom Byron Pictures/Evolution Distribution)[23]
- 2011: Big Wet Asses (Elegant Angel)[24]
- 2012: Big Wet Asses (Elegant Angel)[5]
- 2013: Raw (Мануэль Феррара/Evil Angel)[6]
- 2014: Wet Asses (Jules Jordan Video)[25]
- 2015: DP Me (Hard X/O.L. Entertainment)[26]
- 2016: Anal Beauty (Tushy/Jules Jordan Video) и Gangbang Me (Hard X)[27]
- 2017: Angela Loves (AGW/Girlfriends Films)[28]
- 2018: Angela Loves (AGW/Girlfriends Films)[29]
- 2019: DP Me (Hard X/O.L. Entertainment)[30]
- 2020: Raw (Manuel Ferrara/Jules Jordan)[31]
- 2021: Tushy Raw (Tushy)[32]
- 2022: Natural Beauties (Vixen/Pulse)[33]
- 2023: Blacked Raw (Blacked Raw/Pulse)[34]
- 2024: Breast Worship (Jules Jordan Video)[35]
- 2025: Ass Worship (Jules Jordan Vide)[36]

### Лучшая групповая сцена
- 1984: (Stud Hunters)
  - Pippi Anderssen
  - 5 других исполнителей (мужчины)
- 1985: (New Wave Hookers)
  - Джинджер Линн
  - Стив Пауэрс
  - Том Байрон
- 1993: Slave to Love[10]
  - оргия
- 1994: (Buttman's British Moderately Big Tit Adventure)[10]
  - Джейни Ламб
  - Джои Силвера
  - Рокко Сиффреди
  - Стефани Харт-Роджерс
- 1995: (New Wave Hookers 4)[10]
  - Оргия на лестнице
- 1996: (American Tushy)[10]
  - Алекс Сандерс
  - Hakan
  - Мисси
  - Тарен Стил
- 1997: (The Psychosexuals)[11]
  - Хлоя
  - Mickey G.
  - Мисси
  - Руби
- 1999: (Asswoman In Wonderland)[12]
  - Iroc
  - Luciano
  - Stryc-9
  - Тиффани Майнкс
- 2000: (Tristan Taormino's Ultimate Guide to Anal Sex)[13]
  - Финальная оргия
- 2001: (In the Days of Whore)[14]
  - Кристи Мист
  - другие участники гэнг-бэнга
- 2002: (Gangbang Auditions 7)[15]
  - Аврора Сноу
  - пять мужчин
- 2003: (The Fashionistas)[16]
  - Фрайди
  - Рокко Сиффреди
  - Шэрон Уайлд
  - Тейлор Сент-Клэр
- 2004: (Flesh Hunter 5 – Evil Angel)[17]
  - Arnold Schwarzenpecker
  - Джон Стронг
  - Марк Вуд
  - Тэйлор Рэйн
  - Трент Тесоро
- 2005: (Baker’s Dozen 2 – Brandon Iron Productions/Platinum X Pictures)[18]
  - Джули Найт
  - Ками Эндрюс
  - Мисси Монро
  - и другие

### Kinky Scene
- 1984: (Insatiable II)
  - Джеми Гиллис
  - Мэрилин Чэмберс
- 1985: (Nasty)
  - Гэйл Стерлинг
  - Джеми Гиллис
  - Линкс Кэнон

### Mainstream Adult Media Favorite
- 2004: Мэри Кэри[17]
- 2005: (равный счёт) Сеймор Баттс (Family Business – Showtime Entertainment) и Дженна Джеймсон (How to Make Love Like a Porn Star – Regan Books)[18]
- 2006: Сторми Дэниэлс[19]
- 2007: Рон Джереми[20]
- 2008: Сторми Дэниэлс[21]
- 2009: Саша Грей[22]
- 2010: Саша Грей[23]
- 2011: Райли Стил[24]
- 2012: Бри Олсон[5]
- 2013: Джеймс Дин[6]
- 2014: Джеймс Дин[25]
- 2015: Аса Акира[26]
- 2016: Джессика Дрейк[27]
- 2017: Джулия Энн[28]
- 2018: Джоанна Энджел[29]

### Любимица года
- 2021: Анджела Уайт[32]
- 2022: Анджела Уайт[33]
- 2023: Блейк Блоссом[34]
- 2024: Анджела Уайт[35]
- 2025: Блейк Блоссом[36]

### Лучший исполнитель года
- 1993: Марк Уаллис[10]
- 1994: Джон До[10]
- 1995: T. T. Boy[10]
- 1996: T. T. Boy[10]
- 1997: Том Байрон[10]
- 1999: Мистер Маркус[12]
- 2000: Бобби Витале[13]
- 2001: Эван Стоун[14]
- 2002: Лексингтон Стил[15]
- 2003: Эрик Эверхард[16]
- 2004: Мануэль Феррара[17]
- 2005: Мануэль Феррара[18]
- 2006: Мануэль Феррара[19]
- 2007: Томми Ганн[20]
- 2008: Эван Стоун[21]
- 2009: Джеймс Дин[22]
- 2010: Эван Стоун[23]
- 2011: Мануэль Феррара[24]
- 2012: Мануэль Феррара[5]
- 2013: Мануэль Феррара[6]
- 2014: Мануэль Феррара[25]
- 2015: Мик Блу[26]
- 2016: Мик Блу[27]
- 2017: Мик Блу[28]
- 2018: Маркус Дюпри[29]
- 2019: Смолл Хэндс[30]
- 2020: Мик Блу[31]
- 2021: Айзея Максвелл[32]
- 2022: Айзея Максвелл[33]
- 2023: Мик Блу[34]
- 2024: Айзея Максвелл[35]
- 2025: Сет Гэмбл[36]

### Best On-Screen Chemistry

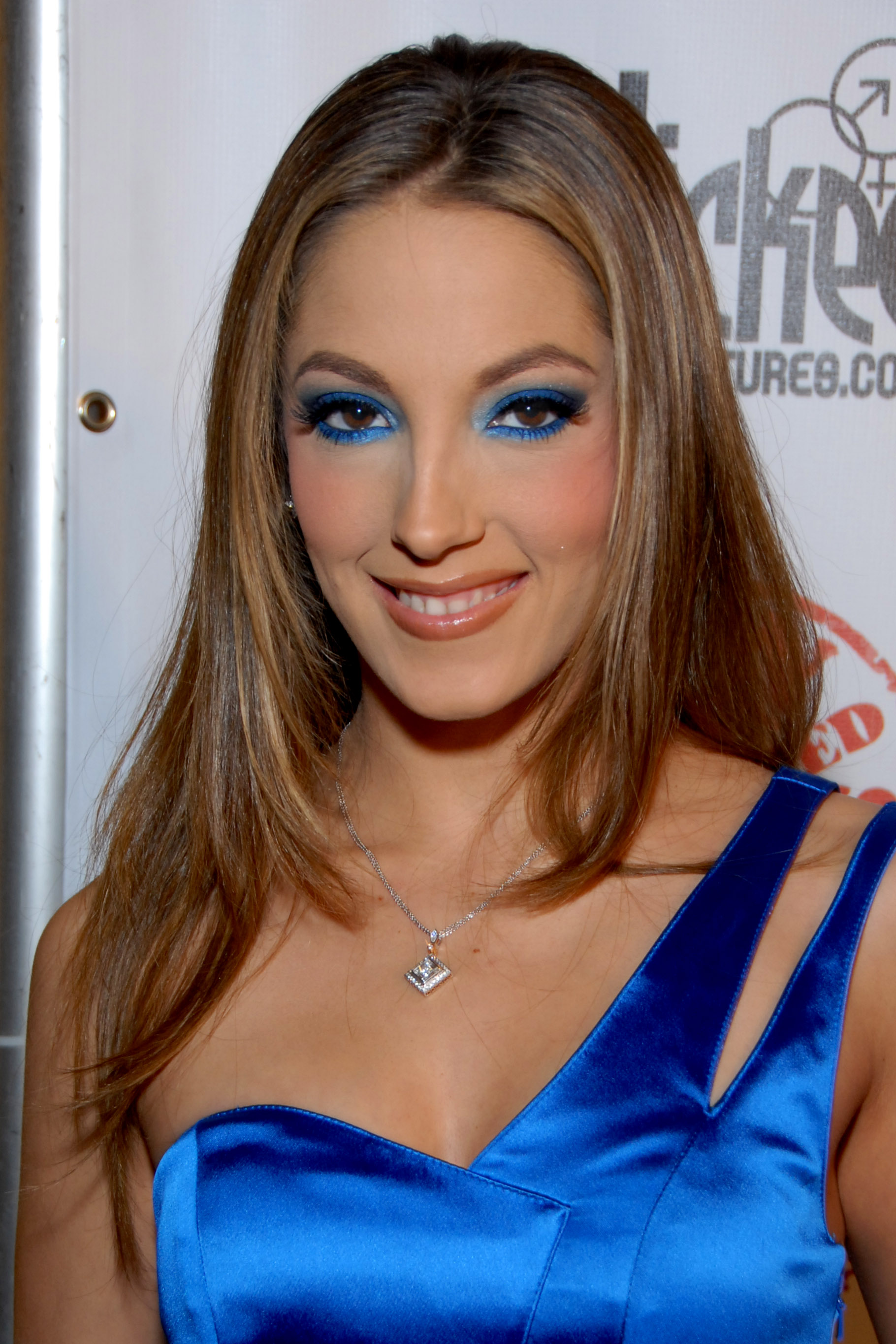
Дженна Хейз на 2009 XRCO Award Show

- 2007: (Fashionistas Safado: The Challenge)[20]
  - Джианна
  - Дженна Хейз
  - Рокко
- 2008:[21]
  - Джеймс Дин
  - Джоанна Энджел
- 2009:[22]
  - Джеймс Дин
  - Джоанна Энджел

### Лучшая парная сцена
- 1984: (Every Woman Has A Fantasy)
  - Джон Лесли
  - Рэйчел Эшли
- 1985: (Ball Busters)[51]
  - Джон Лесли
  - Нина Хартли
- 1990: (The Chameleon)[50]
  - Бак Адамс
  - Тори Уэллс
- 1993: (New Wave Hookers 3)[10]
  - Кристал Уайлдер
  - Рокко Сиффреди

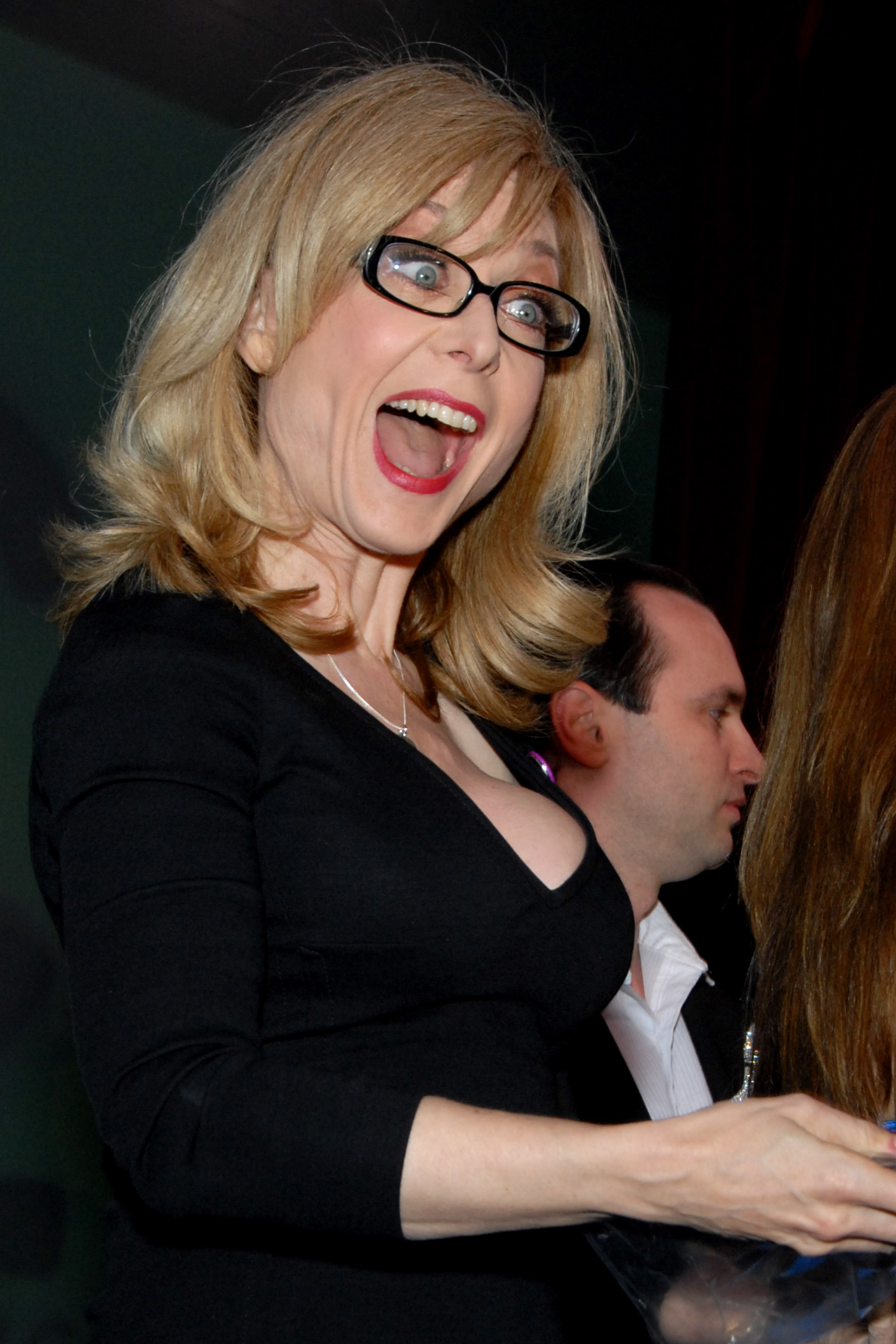
Нина Хартли на 2009 XRCO Award Show

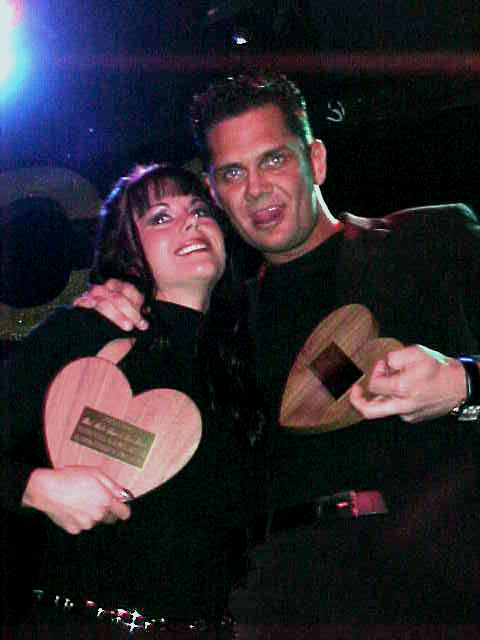
Джуэл Де’Найл и Начо Видаль с наградами за лучшую парную сцену, апрель 2001

- 1994: (Seymore and Shane on the Loose)[10]
  - Лана
  - T. T. Boy
- 1995: (Kink)[10]
  - Карина Коллинз
  - Рокко Сиффреди
- 1996: (Max 8: The Fugitive)[10]
  - Ловетт
  - Макс Хардкор
- 1997: (The Psychosexuals)[11]
  - Mickey G.
  - Никита
- 1999: (Pink Hotel on Butt Row)[12]
  - Елена
  - T. T. Boy
- 2000: (Nothing to Hide 3 and 4)[13]
  - Гвен Саммерс
  - Julian
- 2001: (Xxxtreme Fantasies of Jewel De'Nyle)[14]
  - Джуэл Де’Найл
  - Начо Видаль
- 2002: (Welcome To Chloeville 3)[15]
  - Хлоя
  - Марк Дэвис
- 2003: (The Fashionistas)[16]
  - Рокко Сиффреди
  - Тейлор Сент-Клэр
- 2004: (Babes in Pornland 14: Bubble Butt Babes – Puritan Video Productions)[17]
  - Джуэл Де’Найл
  - Мануэль Феррара
- 2005: (XXX – Mercenary Pictures)[18]
  - Katsumi
  - Лексингтон Стил
- 2006: (Dark Side – Red Light District Video)[19]
  - Хершел Сэвадж
  - Пенни Флейм

### MILF-актриса года
- 2007: Джанин[20]
- 2008: Кайли Айрлэнд[21]
- 2009: Джулия Энн[22]
- 2010: Лиза Энн[23]
- 2011: Джулия Энн[24]
- 2012: Индия Саммер[5]
- 2013: Вероника Авлав[6]
- 2014: Франческа Ли[25]
- 2015: Индия Саммер[26]
- 2016: Кендра Ласт[27]
- 2017: Чери Девилль[28]
- 2018: Чери Девилль[29]
- 2019: Бриджит Би[30]
- 2020: Бриджит Би[31]
- 2021: Бритни Эмбер[32]
- 2022: Брэнди Лав[33]
- 2023: Наташа Найс[34]
- 2024: Пенни Барбер[35]
- 2025: Лекси Луна[36]

### Best Mini-Feature Series
- 1993: Sodomania[10]
- 1994: Sodomania[10]

### Most Outrageous DVD Extras
- 2007: Corruption (Sex Z Pictures)[20]
- 2008: Upload (Sex Z Pictures)[21]
- 2009: Pirates II: Stagnetti’s Revenge (Digital Playground)[22]
- 2010: 2040 (Wicked Pictures)[23]
- 2011: Speed (Wicked Pictures)[24]

### Новая старлетка
- 1984: Джинджер Линн[48]
- 1988: Порше Линн[9]
- 1990: Тори Уэллс[50]
- 1992: Никки Дайэл[52]
- 1993: Шейла Лаво[10]
- 1994: Мисти Рэйн[10]
- 1995: Дженна Джеймсон[10][53]
- 1996: Стейси Валентайн[10]
- 1997: Никита[10]
- 1999: Рэйлин[12]
- 2000: Джуэл Де’Найл[13]
- 2001: Тера Патрик[14]
- 2002: Моника Мейхем[15]
- 2003: Кармен Лувана[16]
- 2004: Лорен Феникс[17]
- 2005: Тиган Пресли[18]
- 2006: Хиллари Скотт[19]
- 2007: Саша Грей[20]
- 2008: Бри Олсон[21]
- 2009: Стоя[22]
- 2010: Кэгни Линн Картер[23]
- 2011: (равный счёт) Элли Хейз и Шанель Престон[24]
- 2012: Джесси Эндрюс[5]
- 2013: Реми Лакруа[6]
- 2014: Эй Джей Эпплгейт[25]
- 2015: Картер Круз[26]
- 2016: Абелла Дейнджер[27]
- 2017: Эльза Джин[28]
- 2018: (равный счёт) Лина Пол и Уитни Райт[29]
- 2019: Джиа Дерза[30]
- 2020: Джианна Диор[31]
- 2021: Эйвери Кристи[32]
- 2022: Блейк Блоссом[33]
- 2023: Николь Доши[34]
- 2024: Шанель Камрин[35]
- 2025: Галь Ричи[36]

### New Stud
- 2000: Эван Стоун[13]
- 2001: Диллон Дэй[14]
- 2003: Мануэль Феррара[16]
- 2004: Бен Инглиш[17]
- 2005: Томми Ганн[18]
- 2006: Scott Nails[19]
- 2007: Деррик Пирс[20]
- 2008: Чарльз Дера[21]
- 2009: C.J. Wright[22]
- 2010: Дейн Кросс[23]
- 2011: Ксандер Корвус[24]
- 2012: Giovanni Francesco[5]
- 2013: Logan Pierce[6]
- 2014: Tyler Nixon[25]
- 2015: Rob Piper[26]
- 2016: Damon Dice[27]
- 2017: Рики Джонсон[28]
- 2018: Dredd[29]
- 2019: Джейсон Лав[30]
- 2020: Стирлинг Купер[31]
- 2021: Слай Дигглер[32]
- 2022: Антон Харден[33]
- 2023: Лаки Фейт[34]
- 2024: Дэн Дэмидж[35]
- 2025: Chocolate God[36]

### Лучшая оральная сцена
- 1984: (Succulent)
  - Литтл Орал Энни
  - Рон Джереми
- 1985: (Love Bites)
  - Эмбер Линн
  - Питер Норт
  - Rick Savage

### Orgasmic Analist
- 2001: Хлоя[14]
- 2002: Джуэл Де’Найл[15]
- 2003: Белладонна[16]
- 2004: Лорен Феникс[17]
- 2005: Лорен Феникс[18]
- 2006: Катя Кассин[19]
- 2007: Хиллари Скотт[20]
- 2008: Хиллари Скотт[21]
- 2009: Белладонна[22]
- 2010: Дженна Хейз[23]
- 2011: Бобби Старр[24]
- 2012: Бобби Старр[5]
- 2013: Кристина Роуз[6]
- 2014: Джада Стивенс[25]
- 2015: Адриана Чечик[26]
- 2016: Эй Джей Эпплгейт[27]
- 2017: Вики Чейз[28]
- 2018: Абелла Дейнджер[29]
- 2019: Абелла Дейнджер[30]
- 2020: Абелла Дейнджер[31]
- 2021: Анджела Уайт[32]
- 2022: Эмили Уиллис[33]

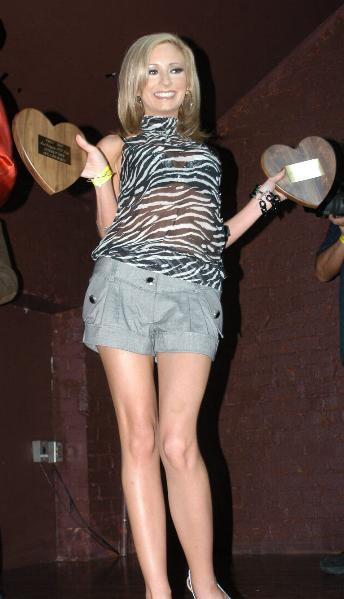
Хиллари Скотт с двумя наградами XRCO Awards, 2007 год

- 2023: (равный счёт) Анджела Уайт и Вики Чейз[34]
- 2024: Вики Чейз[35]
- 2025: Лиз Джордан[36]

### Orgasmic Oralist
- 2000: Бобби Блисс[13]
- 2001: Инари Вэш[14]
- 2002: Кэйлин[15]
- 2003: Кэйлин[16]
- 2004: Фелисия Фокс[17]
- 2005: Рокси Джезель[18]
- 2006: Хиллари Скотт[19]
- 2007: Хиллари Скотт[20]
- 2008: Дженна Хейз[21]
- 2009: Белладонна[22]
- 2010: Бобби Старр[23]
- 2011: Дженна Хейз[24]
- 2012: Бруклин Ли[5]
- 2013: Бруклин Ли[6]
- 2014: Вики Чейз[25]
- 2015: Вики Чейз[26]
- 2016: Вики Чейз[27]
- 2017: Вики Чейз[28]
- 2018: Вики Чейз[29]
- 2019: Вики Чейз[30]
- 2020: Вики Чейз[31]
- 2021: Вики Чейз[32]
- 2022: Анджела Уайт[33]
- 2023: Блейк Блоссом[34]
- 2024: Николь Доши[35]
- 2025: Уиллоу Райдер[36]

### Лучший POV фильм или сериал
- 2007: Jack's POV 5 (Digital Playground)[20]
- 2008: inTERActive (Teravision/Hustler)[21]
- 2009: Tunnel Vision 3 (Jules Jordan Productions)[22]
- 2010: (tie) POV Jugg Fuckers 2 (Darkko Productions/Evil Angel) and POV Pervert 11 (Mike John Productions/Jules Jordan Video)[23]
- 2011: POV Pervert (Mike John Productions/Jules Jordan Video)[24]
- 2012: POV Pervert (Mike John Productions/Jules Jordan Video)[5]
- 2013: POV Pervert (Mike John/Jules Jordan)[6]
- 2015: POV Pervert (Mike John/Jules Jordan)[26]
- 2016: Lex's Point of View (Evil Angel)[27]
- 2017: POV Sluts (Тони Рибас/Evil Angel)[28]
- 2018: Bang POV (Bang Bros)[29]

### Лучший релиз
- 2006: Pirates (Digital Playground/Adam & Eve)[19]
- 2007: Curse Eternal (Wicked Pictures)[20]
- 2008: Babysitters (Digital Playground)[21]
- 2009: Cheerleaders (Digital Playground)[22]
- 2010: Flight Attendants (X-Play/Adam & Eve Pictures)[23]
- 2011: Pornstar Superheroes (Elegant Angel)[24]
- 2012: Lost and Found (New Sensations)[5]
- 2013: Wasteland (Elegant Angel Productions)[6]
- 2014: The Submission of Emma Marx (New Sensations)[25]
- 2015: Second Chances (New Sensations)[26]
- 2016: Being Riley (Tushy/Jules Jordan Video)[27]
- 2017: Preacher’s Daughter (Wicked Pictures)[28]
- 2018: The Submission of Emma Marx: Evolved (New Sensations)[29]
- 2019: Abigail (Tushy)[30]
- 2020: Drive (Deeper/Pulse)[31]
- 2021: Muse – Season 1 (Deeper)[32]
- 2022: Psychosexual (Vixen/Pulse)[33]
- 2023: Going Up (Lust Cinema)[34]
- 2024: Influence: Vanna Bardot (Tushy/Pulse)[35]
- 2025: Gold Diggers (Digital Playground/Pulse)[36]

До номинации 2006 года существовали отдельные категории для фильмов, видео и DVD.

#### Best Epic
- 2006: Pirates (Digital Playground/Adam & Eve)[19]
- 2007: Corruption (Sex Z Pictures)[20]
- 2008: Upload (Sex Z Pictures)[21]
- 2009: (равный счёт) Fallen (Wicked Pictures) и Pirates II: Stagnetti's Revenge (Digital Playground)[22]
- 2010: 2040 (Wicked Pictures)[23]
- 2011: Speed (Wicked Pictures)[24]
- 2012: Portrait of a Call Girl (Elegant Angel)[5]
- 2013: Voracious: The First Season (John Stagliano/Evil Angel)[6]
- 2014: Underworld (Wicked Pictures)[25]
- 2015: Wetwork (Vivid)[26]
- 2016: Wanted (Wicked Pictures/Adam & Eve)[27]

#### DVD года
- 2001: Dream Quest[14]
- 2002: Dark Angels: Special Edition[15]
- 2003: Euphoria[16]
- 2004: The Fashionistas (Evil Angel)[17]
- 2005: Millionaire (Private U.S.A./Pure Play Media)[18]

#### Лучший полнометражный фильм года
- 1985: Every Woman Has a Fantasy
- 1988: Every Woman Has a Fantasy 2
- 1989: Pretty Peaches 2[9]
- 1990: Pretty Peaches 3 - The Quest
- 1991: Wild Goose Chase
- 1992: Chameleons Not the Sequel
- 1993: Justine: Nothing to Hide 2[10]
- 1994: Dog Walker[10]
- 1995: Borderline[10]
- 1996: Sex Freaks[10]
- 1997: Bad Wives[11]
- 1999: Masseuse 3[12]
- 2000: The Awakening[13]
- 2001: Les Vampyres[14]
- 2002: Fade to Black[15]
- 2003: The Fashionistas[16]
- 2004: Compulsion[17]
- 2005: The Masseuse (Vivid Entertainment Group)[18]
- 2005: Pirates

#### Лучшее полнометражное видео года
- 1985: Black Throat[54]
- 1986: Dream Girls
- 1987: Nightshift Nurses[47]
- 1988: Catwoman
- 1989: Chameleon
- 1990: Buttman's Ultimate Workout
- 1991: Buttman's European Vacation
- 1993: Pussyman[10]
- 1994: Takin' It to the Limit[10]
- 1995: Latex[10]
- 1996: Buttman In The Crack[10]
- 1997: The Psychosexuals[11]
- 1999: Café Flesh 2[12]
- 2000: Torn[13]
- 2001: Buttman's Toy Stories[14]
- 2002: Euphoria[15]
- 2003: The Ass Collector[16]
- 2004: Beautiful[17]
- 2005: In the Garden of Shadows (Ninn Worx/Pure Play Media)[18]

### Лучший сценарий
- 1984: Every Woman Has A Fantasy
- 1985: Taboo American Style
- 1988: Deep Throat II (Michael Evans)[9]

### Лучший сериал
- 1996: Joey Silvera's Butt Row[10]

### Superslut

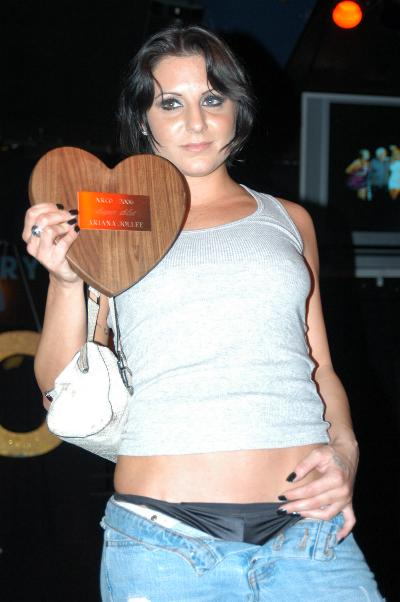
Ариана Джолли с наградой XRCO Award за 2006 год в номинации Superslut

- 2003: Каталина[16]
- 2004: Джули Найт[17]
- 2005: Ариана Джолли[18]
- 2006: Ариана Джолли[19]
- 2007: Хиллари Скотт[20]
- 2008: Аннетт Шварц[21]
- 2009: Бобби Старр[22]
- 2010: Бобби Старр[23]
- 2011: Кристина Роуз[24]
- 2012: Аса Акира[5]
- 2013: Бруклин Ли[6]
- 2014: Бонни Роттен[25]
- 2015: Адриана Чечик[26]
- 2016: Адриана Чечик[27]
- 2017: Холли Хендрикс[28]
- 2018: Холли Хендрикс[29]
- 2019: Адриана Чечик[30]
- 2020: Анджела Уайт[31]
- 2021: Джиа Дерза[32]
- 2022: Джиа Дерза[33]
- 2023: Эйприл Олсен[34]
- 2024: Саммер Виксен[35]
- 2025: Ребел Райдер[36]

### (Teen) Cream Dream
- 2001: Аллисин Чайнес[14]
- 2002: Аврора Сноу[15]
- 2003: Эшли Блу[16]
- 2004: Цитерия[17]
- 2005: Тиган Пресли[18]
- 2006: Кинзи Кеннер[19]
- 2007: Миа Роуз[20]
- 2008: Бри Олсон[21]
- 2009: Тори Блэк[22]
- 2010: Лекси Белл[23]
- 2011: Тара Линн Фокс[24]
- 2012: Элли Хейз[5]
- 2013: Лили Картер[6]
- 2014: Миа Малкова[25]
- 2015: Огаст Эймс[26]
- 2019: Кензи Ривз[30]
- 2020: Габби Картер[31]
- 2021: Наоми Суонн[32]
- 2022: Лиз Джордан[33]
- 2023: Коко Лавлок[34]
- 2024: Молли Литтл[35]
- 2025: Хейли Роуз[36]

### Лучшая сцена триолизма
- 2001: (Please 9)[14]
  - Аманда
  - Джессика
  - Начо Видаль
- 2002: (Up Your Ass 18)[15]
  - Аврора Сноу
  - Лексингтон Стил
  - Мистер Маркус
- 2003: (Trained Teens)[16]
  - Аврора Сноу
  - Гейдж
  - Джулс Джордан
- 2004: (Mason's Dirty Tricks – Elegant Angel)[17]
  - Джули Найт
  - Мануэль Феррара
  - Стив Холмс
- 2005: (Flesh Hunter 7 – Джулс Джордан/Evil Angel)[18]
  - Альберто Рей
  - Марк Эшли
  - Тиган Пресли

### Невоспетая сирена
- 1993: Лейси Роуз[10]
- 1994: Шейн[10]
- 1995: Тэмми Энн[10]
- 1996: Синди Кокс[10]
- 1997: Хлоя[10]
- 1999: Кати Голд[12]
- 2000: Сидни Стил[13]
- 2001: Шелби Майн[14]
- 2002: Алана Эванс[15]
- 2003: Оливия Сэйнт[16]
- 2004: Сабрин Мауи[17]
- 2005: Кэти Морган[18]
- 2006: Хейли Пейдж[19]
- 2007: Мика Тэн[20]
- 2008: Рокси Девиль[21]
- 2009: Эмбер Рэйн[22]
- 2010: Мэри Лав[23]
- 2011: Чарли Чейз[24]
- 2012: Индия Саммер[5]
- 2013: Вики Чейз[6]
- 2014: Вики Чейз[25]
- 2015: Кейси Калверт[26]
- 2016: Эмбер Рэйн[27]
- 2017: Верука Джеймс[28]
- 2018: Кейси Калверт[29]
- 2019: Валентина Наппи[30]
- 2020: Кира Нуар[31]
- 2021: Айден Эшли[32]
- 2022: Наташа Найс[33]
- 2023: Спенсер Брэдли[34]
- 2024: Жизель Бланко[35]
- 2025: Хлоя Амур[36]

### Unsung Swordsman
- 1996: Стив Хэтчер[10]
- 1997: Дейв Хардман[10]
- 1999: Luciano[12]
- 2000: Ian Daniels[13]
- 2001: Эрик Эверхард[14]
- 2002: Дэйв Каммингс[15]
- 2003: Брэндон Айрон[16]
- 2004: Стив Холмс[17]
- 2005: Brian Surewood[18]
- 2006: Брэндон Айрон[19]
- 2007: Марк Вуд[20]
- 2008: Джеймс Дин[21]
- 2009: Чарльз Дера[22]
- 2010: Sascha[23]
- 2011: Марк Эшли[24]
- 2012: Мистер Пит[5]
- 2013: Марк Эшли[6]
- 2014: Джонни Кастл[25]
- 2015: Джон Стронг[26]
- 2016: Джон Стронг[27]
- 2017: Джонни Синс[28]
- 2018: Чарльз Дера[29]
- 2019: Чарльз Дера[30]
- 2020: Чарльз Дера[31]
- 2021: Чарльз Дера[32]
- 2022: Роб Пайпер[33]
- 2023: Коди Стил[34]
- 2024: Робби Эпплс[35]
- 2025: Нейтан Бронсон[36]

### Best Vignette Series
- 1995: The Voyeur[10]

### Woodsman Of The Year
- 1993: Шон Майклс[10]
- 1994: Алекс Сандерс[10]
- 1995: T. T. Boy[10]

### Лучшая лесбийская исполнительница
- 2016: Таня Тейт[27]
- 2017: Шайла Дженнингс[28]
- 2018: Шарлотта Стокли[29]
- 2019: Шарлотта Стокли[30]
- 2020: Шарлотта Стокли[31]
- 2021: Шарлотта Стокли[32]
- 2022: Шарлотта Стокли[33]
- 2023: Аидра Фокс[34]
- 2024: Анна Клэр Клаудс[35]
- 2025: Анна Клэр Клаудс[36]

### Худший фильм
- 1993: Nympho Zombie Coeds[10]
- 1994: Gum-Me-Bare[10]
- 1995: World's Biggest Gang Bang[10]
- 1996: Frankenpenis[10]
- 1997: 87 And Still Bangin'[10]
- 1999: World's Biggest Anal Gangbang[12]
- 2000: The Vomitorium[13]
- 2001: Watch Me Camp Bitch![14]
- 2002: Fossil Fuckers[15]
- 2003: You're Never Too Old to Gangbang[16]

### All in the Family Theme
- 2016: The Father Figure (Digital Sin/Tabu Tales)[27]
- 2017: Me, My Brother and Another (New Sensations)[28]
- 2018: Dysfucktional: Blood Is Thicker Than Cum (Келли Мэдисон/Juicy)
- 2019: A Trailer Park Taboo (Pure Taboo/Pulse)[30]
- 2020: My Stepson Is Evil (Evil Angel Films)[31]
- 2021: Pushing Boundaries (MissaX)[32]
- 2022: Rocco’s Sex Step-Family (Rocco Siffredi/Evil Angel)[33]
- 2023: My Sexy Little Sister 13 (Digital Sin)[34]
- 2024: My Sexy Little Stepdaughter 8 (New Sensations)[35]
- 2025: Lia’s Big Step Family 2 (Rocco Siffredi/Evil Angel)[36]

### Лучший порносайт
- 2017: Vixen.com[28]
- 2018: Vixen.com[29]
- 2019: EvilAngel.com[30]
- 2020: AdultTime.com[31]
- 2021: EvilAngel.com[32]
- 2022: Vixen.com[33]
- 2023: AdultTime.com[34]
- 2024: AdultTime.com[35]
- 2025: AdultTime.com[36]

### Лучший анальный сериал
- 2019: Anal Beauty (Tushy)[30]
- 2020: Anal Models (Tushy/Pulse)[31]
- 2021: Anal Beauty (Tushy)[32]
- 2022: Angela Loves Anal (AGW/Girlfriends)[33]
- 2023: Anal Angels (Tushy/Pulse)[34]
- 2024: Anal Savages (Jules Jordan Video)[35]
- 2025: Tushy Raw (Tushy Raw/Pulse)[36]

### Звёздная витрина
- 2019: I Am Angela (Evil Angel Films)[30]
- 2020: Angela White: Dark Side (Jules Jordan Video)[31]
- 2021: Influence (Tushy)[32]
- 2022: Influence: Emily Willis (Vixen/Pulse)[33]
- 2023: April Olsen Knows Best (Darkko/Evil Angel)[34]
- 2024: Deep Inside Jennifer White (Darkko/Evil Angel)[35]
- 2025: Fuck Angela (AGW/Girlfriends)[36]

### Трансгендерный исполнитель года
- 2019: Обри Кейт[30]
- 2020: Обри Кейт[31]
- 2021: Дейзи Тейлор[32]
- 2022: Кейси Киссес[33]
- 2023: Эмма Роуз[34]
- 2024: Эмма Роуз[35]
- 2025: Ариэль Демьюр[36]

### Награда за прижизненное достижение
- 2025: Аксель Браун[36]

## Медиафайлы
- Медиафайлы по теме XRCO Award на Викискладе